# Ť
O Ť (minúscula: ť) é uma letra (T latino, adicionado do caron) utilizada no tcheco e no eslovaco, ela é usada para representar um som semelhante ao de "tchi" sendo seu som de acordo com o alfabeto fonético internacional /c/, a oclusiva palatal surda